# 第157独立機械化旅団 (ウクライナ陸軍)
第157独立機械化旅団（だい157どくりつきかいかりょだん、ウクライナ語: 157 окрема механізована бригада）は、ウクライナ陸軍の旅団。ウクライナ陸軍司令部隷下。

## 概要

### ロシアのウクライナ侵攻
2024年5月、ロシアのウクライナ侵攻の影響に伴い、経験豊富な将校と動員兵を基幹に第157独立歩兵旅団として創設された。旅団番号150番台の部隊は多くが新兵でアメリカ合衆国の軍事支援停止時期とも重なったため、編成完結までに半年以上の期間を要した。

#### 東部・ポクロウシク戦線
2024年9月、激戦地の東部ドネツィク州ポクロウシク地区に配備され、友軍の救援でクラホベ方面に展開したが、ポクロウシク戦線の手当てで新兵訓練修了後すぐに実戦配備されたため、初陣で大きな損害を受けた。編成上は新兵の手本となる実戦経験のある1個中隊程度が必要だったが、全員が新兵で手本となる兵士がおらず士気の低下もあり、部隊として破滅の兆候が見られたため、東部管区司令官の判断で当面は大隊、中隊単位で抽出され、隷下部隊は補充兵として他部隊に配属された。
2024年10月、機械化に伴い、第157独立機械化旅団に改編された。

## 編制
- 旅団司令部
- 第1機械化大隊
- 第2機械化大隊
- 第3機械化大隊
- 戦車大隊
- 旅団砲兵群
  - 本部中隊
  - 第1自走砲大隊
  - 第2自走砲大隊
  - ロケット砲大隊
  - 対戦車砲大隊
- 防空大隊

- 工兵大隊
- 整備大隊
- 兵站大隊
- 偵察中隊
- 電子戦中隊
- 通信中隊
- レーダー中隊
- NBC防護中隊
- 衛生中隊
- 無人システム大隊